# Thapsia
Genre
Thapsia, la Thapsie, est un genre de plantes à fleurs de la famille des Apiacées, qui comprend vingt espèces. Ce sont des plantes herbacées originaires de la région méditerranéenne. Certaines espèces ont eu ou ont encore des usages en médecine traditionnelle. Parmi elles, Thapsia garganica contient une molécule, la thapsigargine, qui bien que cytotoxique et promotrice de tumeurs, a attiré l'attention pour ses potentialités en matière de lutte contre certains cancers, et peut-être contre la Covid-19 selon une étude publiée en décembre 2021 par des chercheurs de l'université de Nottingham.

## Taxonomie
Le genre est décrit et nommé en 1753 par le naturaliste suédois Carl von Linné, dans son ouvrage fondateur de la nomenclature botanique moderne (la) Species Plantarum, vol. 1 (lire en ligne), p. 261. Le nom vient du grec ancien θαψία (thapsía), de Thapsos, en Sicile.
Selon Plants of the World online (POWO) (9 février 2021), Thapsia L. a pour synonymes :
- Distichoselinum F.García Mart. & Silvestre
- Elaeoselinum W.D.J.Koch ex DC.
- Guillonea Coss.
- Margotia Boiss.

## Description

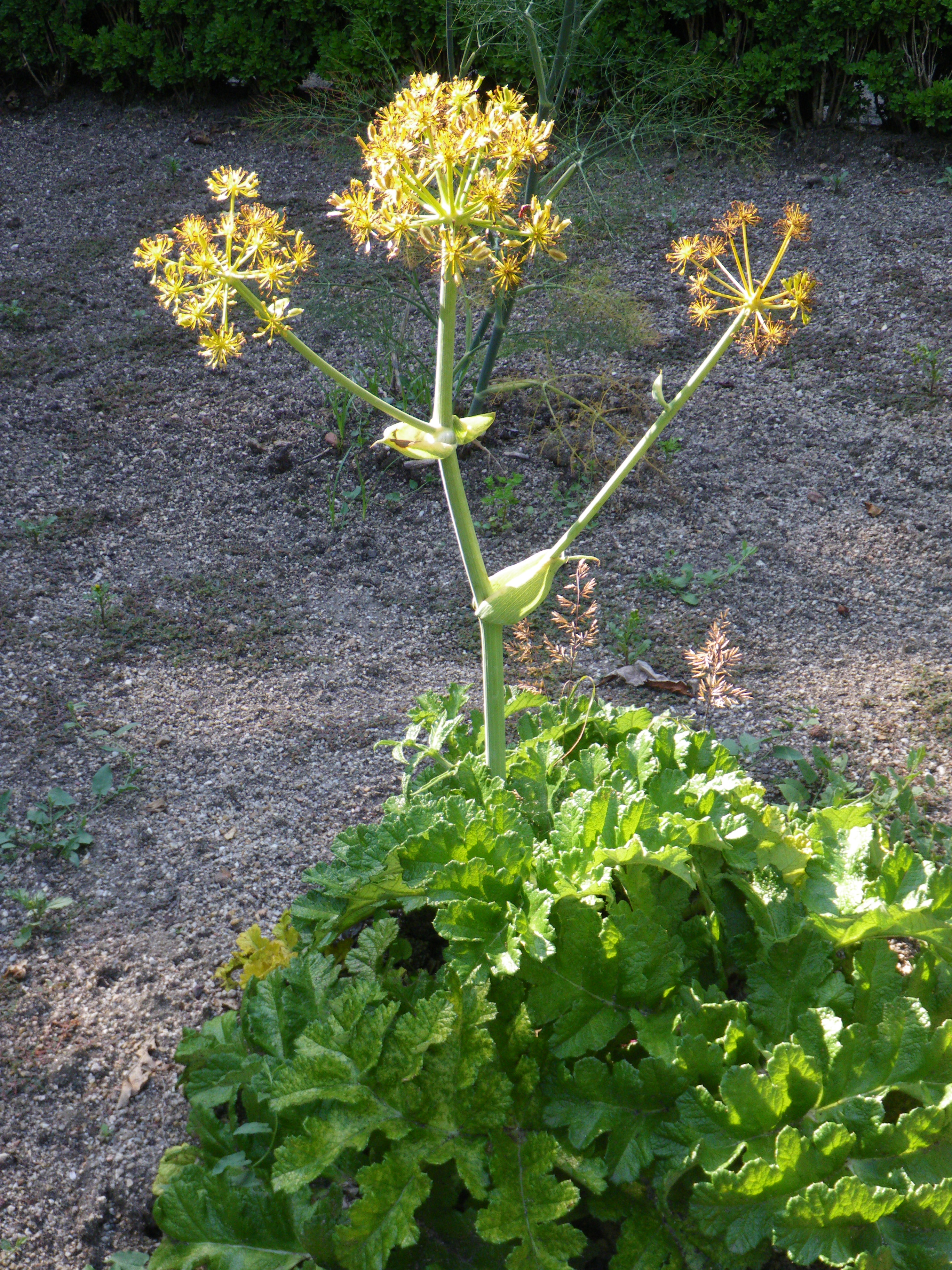
Thapsia nitida.
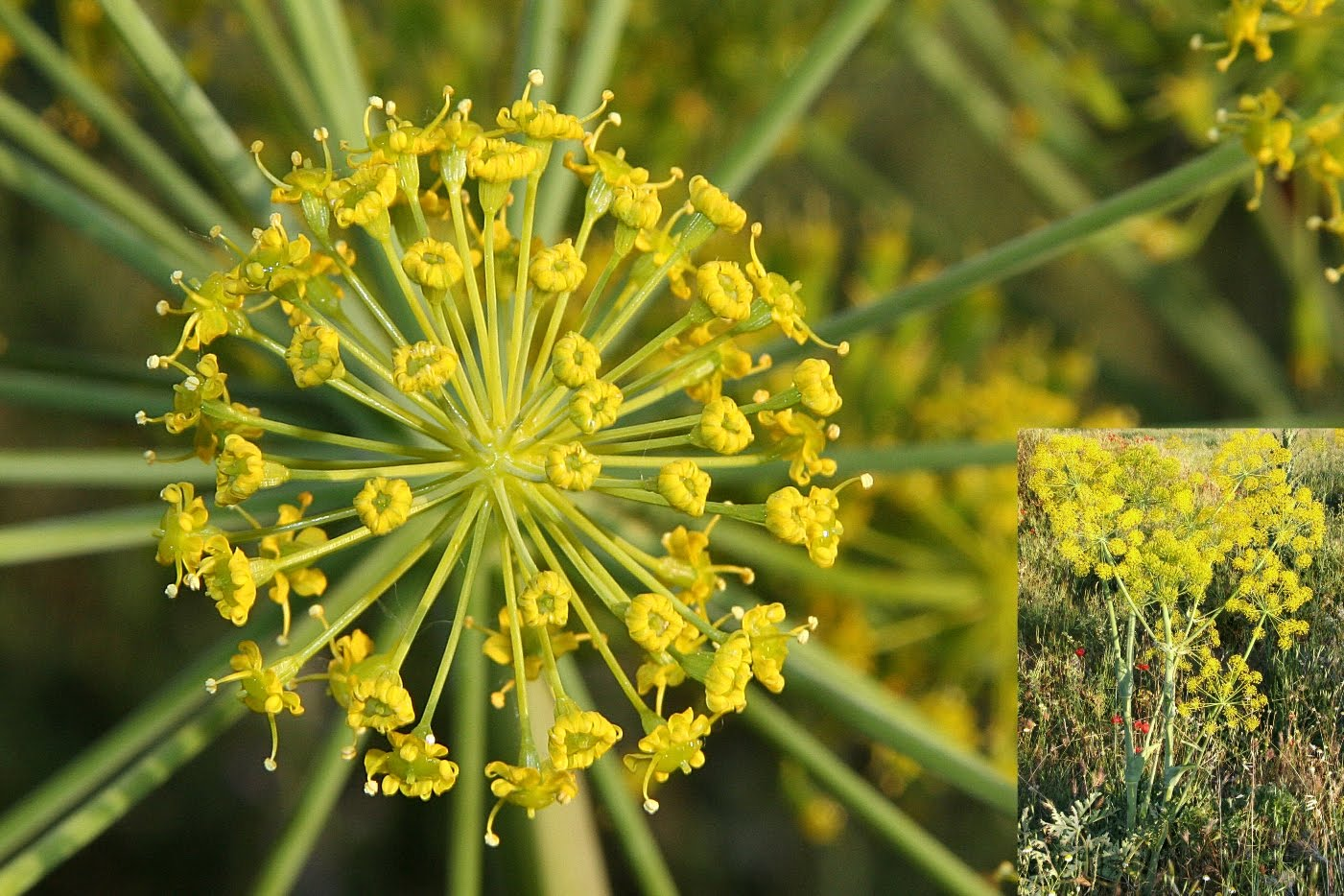
Thapsia villosa.
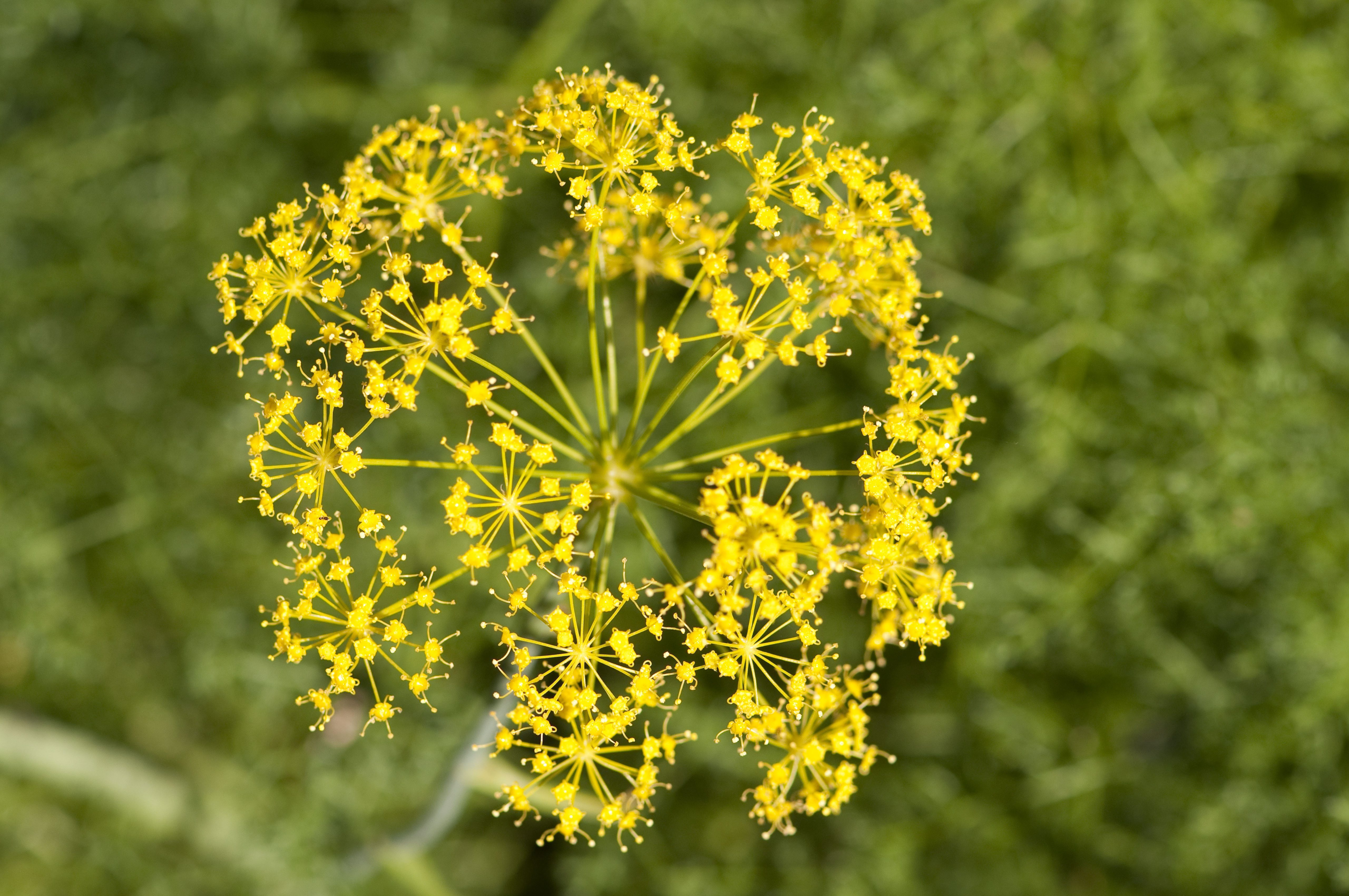
Thapsia tenuifolia.

Les plantes du genre Thapsia sont des plantes herbacées vivaces, de 50 cm à 2 m de haut. Les inflorescences portent des ombelles larges et régulières.
Les graines sont dotées de quatre ailes : il s'agit de la principale caractéristique du genre.
Le genre se distribue sur le pourtour méditerranéen, sur la péninsule ibérique et en Afrique du nord principalement.

## Liste des espèces

### Noms corrects
Selon Plants of the World online (POWO) (9 février 2021), ce genre comprend exactement 20 espèces connues.
- Thapsia asclepium L.
- Thapsia cinerea A.Pujadas
- Thapsia eliasii (Sennen & Pau) Wojew., Banasiak, Reduron & Spalik
- Thapsia foetida L.
- Thapsia garganica L.
- Thapsia gummifera (en) (Desf.) Spreng.
- Thapsia gymnesica Rosselló & A.Pujadas
- Thapsia maxima Mill.
- Thapsia meoides (Desf.) Guss.
- Thapsia minor Hoffmanns. & Link
- Thapsia nestleri (Soy.-Will.) Wojew., Banasiak, Reduron & Spalik
- Thapsia nitida Lacaita
- Thapsia pelagica Brullo, Guglielmo, Pasta, Pavone & Salmeri
- Thapsia platycarpa Pomel
- Thapsia scabra (Cav.) Simonsen, Rønsted, Weitzel & Spalik
- Thapsia smittii Simonsen, Rønsted, Weitzel & Spalik
- Thapsia tenuifolia Lag.
- Thapsia thapsioides (Desf.) Simonsen, Rønsted, Weitzel & Spalik
- Thapsia transtagana Brot.
- Thapsia villosa L.

### Noms incorrects
Les noms suivants sont tous synonymes, soit des espèces citées plus haut, soit d'espèces déplacées dans d'autres genres.
- Thapsia altissima Mill.
- Thapsia annua (A.Chev.) M.Hiroe
- Thapsia apulia Mill.
- Thapsia asclepiadea St.-Lag.
- Thapsia bischoffii (J.A.Schmidt) M.Hiroe
- Thapsia decipiens Hook.f.
- Thapsia decussata Lag.
- Thapsia dissecta (Boiss.) Arán & Mateo
- Thapsia edulis (Lowe) G.Nicholson
- Thapsia glomerata Nutt.
- Thapsia hirta (J.A.Schmidt) M.Hiroe
- Thapsia insularis (Parl. ex Webb) M.Hiroe
- Thapsia laciniata Rouy
- Thapsia laserpitii Spreng.
- Thapsia leucotricha (Coss.) Simonsen, Rønsted, Weitzel & Spalik
- Thapsia lineariloba Pomel
- Thapsia marocana Pomel
- Thapsia melanoselina Masf.
- Thapsia microcarpa Pomel
- Thapsia moniza Masf.
- Thapsia polygama Desf.
- Thapsia polygama Salzm. ex Ball
- Thapsia praealta d'Urv.
- Thapsia silphia St.-Lag.
- Thapsia stenocarpa Pomel
- Thapsia stenoptera Pomel
- Thapsia sylphium Viv.
- Thapsia tenuissima (A.Chev.) M.Hiroe
- Thapsia trifoliata L.